# Onata di Egina
Onata di Egina (Egina, VI secolo a.C. – V secolo a.C.) è stato uno scultore greco antico attivo a Olimpia, Delfi e Atene tra il 500 e il 450 a.C.

## Biografia

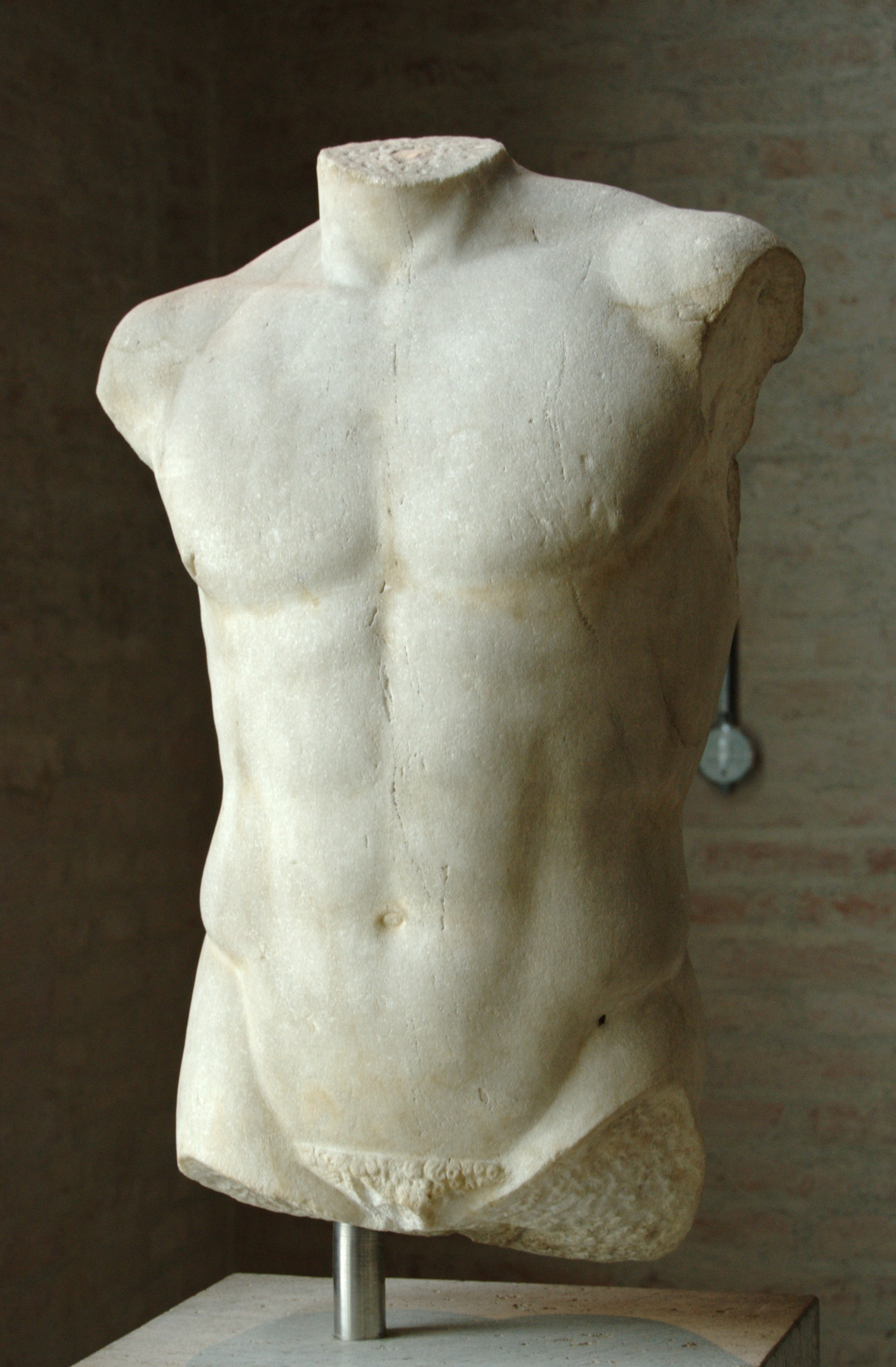
Torso di Apollo. Copia, probabilmente da una statua di Onata (ca. 460 BC).

Figlio di un Mikon, anch'egli scultore, Onata visse nel periodo delle guerre persiane e fu un membro della fiorente scuola scultorea di Egina. Delle sue opere non ci è giunto nulla e la loro conoscenza è legata solo a fonti letterarie, un epigramma di età ellenistica (Antologia palatina, IX. 238) e soprattutto Pausania, che lo descrive come bronzista, autore di importanti opere pubbliche, anche in collaborazione con altri artisti. Le testimonianze monumentali eginetiche possono fornire un'idea dello stile di Onata, ma nessuna delle attribuzioni tentativamente effettuate si è rivelata sostenibile. Dall'acropoli di Atene proviene l'unica testimonianza epigrafica dell'opera di Onata: un'iscrizione su un pilastrino di marmo, che reca il suo nome e che sembra reggesse un cavallino di bronzo, probabile opera giovanile, databile epigraficamente all'inizio del V secolo a.C.
Pausania riferisce di una statua bronzea di Demetra eseguita per il santuario di Figalia, ma già scomparsa ai suoi tempi e posteriore al 480 a.C., di un colossale Apollo bronzeo a Pergamo e di un gruppo statuario offerto nel santuario di Zeus a Olimpia da Deinomenes per la vittoria riportata dal padre Ierone di Siracusa alla corsa dei carri dell'Olimpiade del 468 a.C. (Paus., VIII.42.1-8), opera eseguita in collaborazione con Calamide. A Olimpia Pausania ricorda anche un dono votivo degli Achei (Paus., V.25.8) che rappresentava un episodio della guerra di Troia, i nove eroi greci che avrebbero dovuto combattere contro Ettore e, di fronte ad essi, Nestore pronto a sorteggiarne i nomi; un Ermes crioforo dedicato dagli Arcadi (Paus., V.27.8) e un Eracle colossale commissionato dagli abitanti di Taso (Paus., V.25.12).
A Delfi Pausania menziona il donario bronzeo offerto dai Tarentini nel santuario di Apollo per celebrare la vittoria, tra il 467 e il 460 a.C., contro i Peuceti che raffigurava l'uccisione in battaglia di Opis, re dei Peuceti, ad opera dei fondatori di Taranto, Falanto e il mitico Taras. L'opera sarebbe stata realizzata da Onata in collaborazione con Ageladas (Paus., X, 13.10).